# 기황후
기황후(奇皇后, 1315년 ~ 1369년)는 원나라 토곤 테무르 카안의 세 번째 제1카툰이다. 몽골식 이름은 울제이 쿠툭(몽골어: ᠥᠯᠵᠡᠶᠢ 
ᠬᠤᠲᠤᠭ Ölǰei Qutuq), 시호는 보현숙성황후(普顯淑聖皇后)이다. 대원에 바쳐지는 고려의 공녀 중 한명으로 행주 기씨이다.
고려 출신 환관 고용보(高龍普)의 주선으로 황궁의 궁녀가 되었다가 원 혜종의 총애를 얻어 귀비로 책봉되고, 훗날 혜종의 뒤를 이어 황제로 등극하는 아들 아유르시리다르를 낳았다. 정적 관계였던 제1황후인 다나슈리가 역모죄로 사사되자 외국인은 정궁으로 삼을 수 없다는 재상 바얀의 반대를 견뎌내고 제2황후가 되었고, 1365년에 제1황후인 콩기라트 출신의 바얀 쿠툭가 사망하자 정궁황후로 등극하였다. 이후 아들 아유르시리다르를 황태자로 옹립하였고, 휘정원을 자정원(資政院)으로 개편해 심복인 고용보를 초대 자정원사(資政院使)에 임명한 뒤 고려인 출신 환관과 고려인 출신 관리 및 일부 몽골 관료들을 포진시켜 자신의 측근으로 삼았다.
친정인 기씨 일족을 통해 고려 왕실에 영향력을 행사하였으나 얼마 못 가 사라졌다. 공민왕에 의해 친오빠 기철 등이 살해되자 원 혜종을 사주하여 충선왕의 서자 덕흥군을 왕으로 앉히고 고려를 침공하였으나 실패하였다. 태자인 아유르시리다르의 비(妃) 역시 고려 여인으로 정하여 권씨(權氏)를 태자비로 삼았다.

## 생애

### 출생
본관은 행주이다. 아버지는 사후 영안왕과 경왕에 추증된 고려 문신 기자오(奇子敖)이고, 어머니는 익산이씨로 전서 이행검의 딸 이씨이다. 증조모 장흥임씨가 고려 인종의 왕비 공예왕후의 친정 조카 임경순의 딸이었다. 오빠로는 기식(奇軾), 기철(奇轍), 기원(奇轅), 기주(奇輈), 기륜(奇輪) 등이 있었다.  진천군지명지(진천문화원 외, 1997년)의 이월면 노원리 옥녀봉 설명에 의하면 이름은 옥녀다.
- 임원후-공예왕후 아버지
  - 임유-공예왕후 동생
    - 임경순-임유의 아들
      - 장흥 임씨-임경순의 딸(증조모)

### 고려의 공녀 차출
원나라에서는 해마다 고려에 공녀를 차출해갔다. 그런데 공녀의 명단에 그가 있었다.
목은 이색은 "공녀로 선발되면 우물에 빠져 죽는 사람도 있고, 목을 매어 죽는 사람도 있다"고 말할 정도로 비참한 상황이었다. 그러나 그녀는 침착했고 오히려 걱정하는 자신의 친정 부모를 위로하였다.
자원한 공녀길은 아니지만 이왕 뽑힌 이상, 이를 새로운 인생의 계기로 삼겠다고 결심했다. 세계를 지배하는 원나라이니 만큼 더 많은 기회가 있으리라고 판단한 것이다. 공녀로 원나라에 가게 되어 대도의 황궁에 도착하였다. 독실한 불교신자였던 그는 원나라생활 중 부처에게 기도하였다. 이때 고려인 출신 내시 고용보(高龍普)를 만나게 된다.
원 황실에 포진한 고려 출신 환관들의 대표였던 고용보는 기씨 소녀같은 인물이 꼭 필요했다. 기씨 소녀라면 황제 원 혜종을 주무를 수 있으리라고 판단하고 그녀를 적극 추천하여 혜종의 다과를 시봉하는 궁녀로 만들었다.

### 후궁 생활

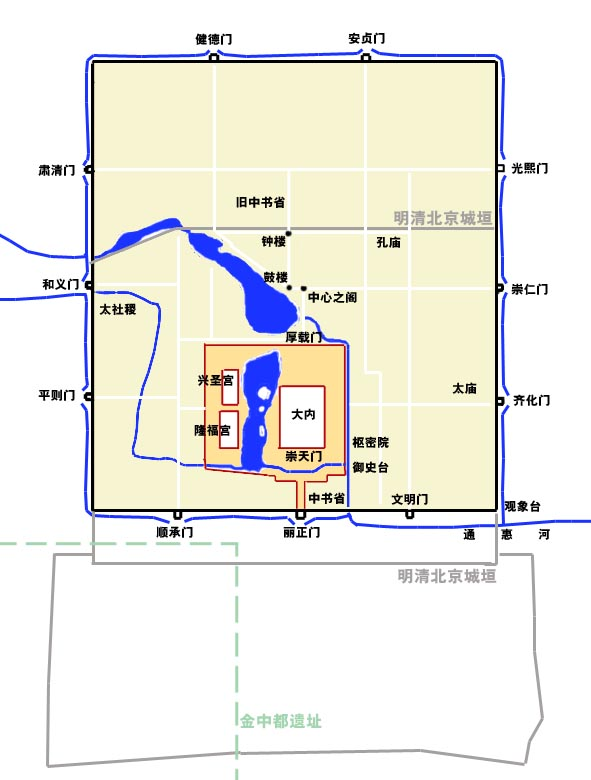
원대의 대도

1333년(충숙왕 복위 2) 고려인 내시 고용보의 추천으로 황태자궁에 배치되고, 원 혜종의 눈에 띄게 되어 승은을 입게 된다.
원 명종의 장자였던 토곤 테무르(혜종)는 1330년 7월 한때 원 황실 내부의 싸움에 패배해 인천 서쪽 대청도에 유배된 적이 있었다. 1년 5개월을 대청도에서 보낸 그는 원나라로 돌아가 2년 후에 황제에 즉위한다. 동아시아에서 동유럽에 이르는 세계제국의 후계자에서 고려의 작은 섬에 유배되었던 기억은 어려운 시절에 대한 향수와 어우러져 기씨에 대한 호감으로 작용했다. 원 혜종의 이러한 호감은 기씨에게 유리하게 작용하였다. 기씨는 혜종을 통해 자기 뜻을 펼치기로 마음먹었다.
다나슈리는 채찍으로 기씨를 매질하고 인두로 지질 정도로 질투가 심했으나, 기씨는 좌절하지 않았다. 그녀는 원 혜종을 내세워 다나슈리와 싸웠다. 다나슈리의 친정에 불만을 갖고 있던 원 혜종은 기씨의 의도대로 1335년 승상 바얀과 손잡고 다나슈리의 친정을 황제역모사건에 연루시켜 제거했다. 다나슈리의 친정아버지 엘 테무르는 혜종의 아버지 명종을 독살했던 인물이고, 엘 테무르 사후 메르키트 바얀이 조정의 최고 권력자가 되자, 엘 테무르의 아들 텡기스는 자신들이 바얀보다 서열이 낮은 것을 불평을 토로했다. 이는 누군가 듣고 기황후에게 전해주었다. 텡기스 등이 처형당할 위기에 몰리자 다나슈리는 혜종에게 친정 오라비를 살려줄 것을 요청했으나 혜종은 거절한다.
그리고 다나슈리는 유배가는 길에 승상 바얀에게 독살당한다.

### 황후와 황자 출산
1338년 혹은 1339년 황자 아유시리다라를 낳았다. 이전의 황후 다나슈리가 텡기스의 반란으로 1335년 폐위된 후 기씨를 황후로 삼으려고 하였다. 그러나 원나라의 몽골귀족들은 이를 탐탁치 않게 여겼고, 실권자 메르키트 바얀이 그것을 반대하였다. 그러자 그녀는 원 혜종을 조종해 바얀의 축출을 기도했고, 황제를 찾아가 통곡하며 바얀과 궁궐 내 그의 심복들이 자신을 괴롭힌다고 주장하였다. 기씨의 하소연을 들은 혜종은 자신의 스승 사라판과 손잡고 바얀을 탄핵, 축출을 기도한다.
1340년 2월 혜종은 메르키트 바얀을 축출하려 했고, 혜종의 의도를 알아챈 메르키트 바얀의 친조카 토크토아가 혜종을 찾아가 바얀 제거에 참여할 것을 약속한다. 토크토아는 바얀을 탄핵, 사라판과 다른 신하들의 잇단 탄핵으로 실각, 광둥 성으로 유배가던 길에 사망한다.
1340년 2월 메르키트 바얀(伯顔) 세력이 숙청된 뒤 4월 드디어 제2황후로 책봉되었다. 그녀가 제2황후로 되면서 친정아버지와 할아버지, 증조부에게 왕(王)의 작위가 추증된다. 아버지 기자오(奇子敖)는 처음에 영안왕(榮安王)으로 봉하고 후에 추봉하여 경왕(敬王)이고, 할아버지 기관(奇琯), 증조부 기홍영(奇洪潁) 시호는 미상이다.
원 혜종은 특별히 한림학사를 보내 기자오의 묘비를 지어주었다. 어머니는 영안왕 대부인(大夫人) 작위를 받았고 기철은 원나라의 관직과 함께 고려의 정승으로 임명됐다. 더불어 기철은 덕성부원군, 동생 기원은 덕양군에 봉해졌다. 기씨의 성공에는 고려 출신들을 주축으로 철저하게 현지화 전략을 펼친 것이 주효했다. '원사(元史)'는 그녀가 맛있는 음식이 생기면 먼저 칭기즈 칸을 모신 태묘(太廟)에 바친 후에야 자신이 먹었다고 기록하고 있다. 이런 현지화 전략으로 명분을 축적하면서 원의 황실을 장악했던 것이다.
황후가 된 뒤 곧 반대세력을 몰아내고 휘정원을 자정원(資政院)으로 이름을 바꾸고 여기에 고려인 출신 환관과 고려 유민, 고려인 유학생들을 등용하여 하나의 세력을 형성하며, 이를 배경으로 자신의 친위대로 활용하게 된다. 그녀는 흥성궁(興聖宮:현 베이징 중남해 자리)에 거주하면서 황후부속기관인 휘정원을 자정원(資政院)으로 개편해 심복인 고용보를 초대 자정원사(資政院使)로 삼았다. 자정원은 기황후를 추종하는 고려 출신 환관들은 물론 고려인 출신 관료들, 몽골 출신 고위관리들도 가담해 자정원당'이라는 강력한 정치세력을 형성했다.
원 혜종은 부다시리 카툰이 메르키트 바얀과 손잡고 엘 테구스를 차기 황제로 옹립하려던 것을 빌미로, 1340년 6월 부다시리 카툰을 황태후에서 폐위하고, 기존의 태자로 책봉했던 사촌동생 엘 테구스를 제거한다. 이로서 그녀의 아들 아유르시리다르는 황제의 잠재적 후계자로 부상하였다.

### 선정과 대규모의 아사 사건
그녀는 고려 출신 환관 박불화(朴不花)를 이용하여 황제 혜종에게 아유시리다라를 황태자로 책봉하도록 압박하였고, 1353년, 마침내 아유시리다라는 황태자가 되었다. 또한 그녀는 고려 출신 환관 박불화를 군사 통솔의 최고책임자인 추밀원 동지추밀원사(同知樞密院事)로 만들어 군사권까지 장악했다. 그해 제1황후 바얀 후투그 카툰이 아들 친킴을 낳자, 아유르시리다르의 지위는 위태로워졌다. 1356년 혜종은 아유르시리다르를 황태자로 정했으나 책봉을 주저했다. 그러나 친킴은 이듬해 갑자기 병사한다.
공녀였던 그녀는 힘없는 백성들의 고초를 누구보다도 잘 알고 있었다. ‘원사 후비열전’은 1358년 북경에 큰 기근이 들자 기황후가 관청에 명해 죽을 쑤어주고, 자정원에서는 금은 포백·곡식 등을 내어 십여 만 명에 달하는 아사자의 장례를 치러주었다고 기록하고 있다. 대규모 아사자가 발생하는 것은 원제국의 위기였다. 그 때, 원나라 내부에서는 황태자의 지지자와 반대자 사이에 내전이 있었고, 반 황태자파의 지도자 볼루드 테무르는 결국 1364년 수도 대도를 점령하였다. 아유시리다라는 황태자 지지자인 코케 테무르(擴廓 帖木爾)에게 달아났지만 기황후는 볼루드 테무르의 포로가 되었다.

### 고려와의 갈등
당시 고려는 30여년간 원나라의 침략에 맞서 항쟁하다가 항복함으로써 직접적인 합병은 면하였지만 사실상 원나라의 속국이 된 상태였다. 기황후가 제2황후가 되면서 그녀의 오빠 기철은 고려에서 당대의 대표적인 권문세족으로서 권세를 누리게 되었다. 기철은 친원파들과 함께 4차 입성책동을 주도해 원이 충혜왕을 퇴위시키도록 하는 등 고려의 국정을 농단하는 한편 전횡을 일삼았고, 이에 공민왕은 원의 영향력이 약해진 1356년 기철 일족을 비롯해 친원파를 대대적으로 제거했다.
기황후는 집안의 멸족 소식을 접하고 극도로 분노하였다. 그녀는 원 혜종을 설득하여 공민왕에 대한 복수를 요구하였고, 1364년(공민왕 13년) 원나라 황제는 공민왕을 폐하고 충선왕의 셋째 아들 덕흥군을 왕으로 책봉했다. 그러나 고려가 이를 따르지 않자 기황후는 덕흥군에게 원나라 군사 1만명을 주어 고려 정벌을 명했고, 이들은 평안도 지방까지 진출하였으나 최영·이성계가 이끄는 고려군에 대패했다.

### 제1황후 책봉과 최후
1365년 9월 7일, 제1 황후인 옹기라트 출신의 바얀 후투그가 죽은 후에 기황후는 1365년 12월, 제1황후가 되었다. 이는 이민족 출신을 황후로 책봉하지 않는 원나라의 전례를 깨뜨리고 정후가 된 것이었다. 하지만 기황후와 자정원당에 질린 혜종이 기황후를 정후로 책봉하기를 머뭇거렸는데, 이에 기황후는 바얀 후투그가 관리했었던 중정원까지 자정원에 포함시키고 이름도 숭정원으로 개편하여 더욱 세력을 키워 혜종을 압박한다. 결국 그렇게 기황후는 정후로 책봉된다.
| “ | 하늘 아래 사람의 도리로 부부만한 것이 없다. 황후는 천하의 어머니로 나라를 다스리는 황제를 내조하는 것 또한 고금의 도리다. 이제 그대 솔롱고씨(肅良合氏)는 천하의 어머니로 공경스럽고도 근검절약하는 행동으로 천하를 이끌고 황가를 빛냈으니, 이제 옥채옥보(玉冊玉寶)를 내려 황후로 삼노니 더욱 힘써 짐을 보좌하여 영원한 복이 되도록 하라. 원 혜종의 교지 | ” |

기황후는 고려 금강산 장안사에 거액의 내탕금(內帑金: 판공비)을 내어 대대적인 불사를 일으키고 많은 불상을 봉안하였다.  그녀는 특별히 며느리도 고려 출신 여성으로 정하여 권씨(權氏)를 황태자비로 삼게 했다.
1368년, 주원장의 25만 명나라 대군이 대도를 점령하자 북원으로 전락한 원나라는 응창부(應昌府)로 천도를 하였다. 기황후도 이때 응창으로 이동하였다. 그 후의 행적은 알려지지 않았다. 응창은 내몽골 자치구에 있는 타알 호수(Lake Taal)에 위치했었다.
1368년 응창에서 포로가 되고 이듬해에 죽었다. 1370년, 남편인 혜종이 죽고 그의 아들 아유르시리다르가 황좌를 계승한다. 그러나 아들 아유시리다라는 후사를 남기지 못했고 그녀가 친히 간택한 며느리 권황후는 딸만 1명 낳았다.

### 사후
경기도 연천군 연천읍 상리(上里) 산145번지에는 기황후의 묘로 알려진 고분(古墳)이 있다. 그녀의 시신은 고려로 운구되어 경기도 연천현에 안장되었다고 한다. 그러나 그녀의 시신이 언제 고려로 운구되었는지는 불확실하다. 금강산 장안사에는 그녀의 위패가 봉안되어 넋을 기리기도 했다. 경기도 연천군에 안장된 뒤 그녀를 제향하는 큰 재실 또는 재궁이 있어 그 주변은 재궁동(齋宮洞) 또는 쟁골이라는 이름으로 불리기도 했다. 현재의 연천읍 상1리 신망리역 근처에 해당된다. 인근 상리(上里) 산145번지에는 기황후 묘로 전하는 묘소가 있다.
그 뒤 실전되었다가 조선중기부터 동국여지승람 등의 기록에도 연천현 동쪽에 기황후의 묘소가 있었다는 기록이 전해졌고, 1656년 사학자 반계(磻溪) 유형원(柳馨遠)이 편찬한 <동국여지지>(東國與地志)에는 속전원순제기황후묘(俗傳元順帝奇皇后墓)라 하여 기황후능에 대한 기록이 존재하고 있었다. 조선 영조때 간행된 동국여지승람은 연천현 동북쪽 15리에 원나라 순제 기황후의 묘와 석인, 석양, 석물 등이 있다'고 전한다.
1899년 간행된 연천현읍지에는 좀더 구체적인 묘사가 나온다. '황후총은 동쪽 20리 재궁동(齋宮洞)에 있는데, 세속에서 전하길 원 순제 기황후가 고국에 돌아가 묻히기를 원해서 이곳에 장사지냈다'고 돼 있다. 기황후 묘소 주변에서 고려양식의 어글무늬 기와가 많이 발굴되기도 했다.
현재 경기도 연천군에는 연천읍 상1리에 기황후 묘가 존재하고 있으나, 한국전쟁으로 비석과 석물을 잃어버렸고 비지정문화재라 하여 보존처리되지 않고 있다. 기황후 묘 동쪽에는 마정승 묘(馬政丞 墓)와 이정승 묘(李政丞 墓)로 알려진 고분 2기가 존재한다. 측근이나 가까운 사람들의 묘역으로 추정되나 매장자의 정확한 신분은 알 수 없고 이 고분들 역시 방치되어 있다.
현재 기황후묘 부근 연못(현재는 매몰됨)에 묻혀있던 석물(석수) 2점을 1998년 연천문화원에서 수습하여 보관하다가 2006년부터 연천문화원 향토사료관 입구에 전시하고 있다.

## 기타
그녀가 고려 출신 첫 후비(后妃)나 황후는 아니었다. 고려 출신의 여성이 원나라의 궁녀가 되어 후비에 이른 이로는 세조(世祖) 쿠빌라이(忽必烈)의 총애를 받은 이씨(李氏)가 있었고 인종(仁宗)때에 다마시리 카톤(答里麻失里 哈屯, 충숙공 김심의 딸), 바얀 쿠투(伯顔忽篤, 충선왕의 의붓딸), 그리고 후궁인 영비(英妃) 다마 후투그(達麻忽都)가 있었다.
코케 테무르의 막객(幕客)으로 공민왕 15년(1366년) 고려를 방문했던 곽영석(郭永錫)은 환영 연회에서 "일찍이 고려의 산수(山水)가 빼어나고 아직도 기자(箕子)의 풍속이 남아있다는 말을 들었는데, 원컨대 지도(地圖) · 예악(禮樂) · 관제(官制)를 보기를 원한다."고 말했고, 접객을 맡은 고려의 임박이 "우리 나라 산수의 기이함을 알고자 하면 바로 상국(上國)의 황후(기황후)와 태자(태자 아유르시리다르)가 계시는데 어찌 산천의 수려한 기운을 타고 나지 않았겠는가?"라고 대답하자, 곽영석은 무릎을 치며 "드디어 천하의 부모 마음으로 하여금, 아들 낳는 것을 중히 여기지 않고 딸 낳는 것을 중하게 여기게 하네."라고 하니, 주변 사람들이 부끄러워하며 얼굴을 붉혔다고 한다.

## 가계
종고조부 기윤위는 고려 희종 때인 1211년 왕준명, 우승경 등이 최충헌을 제거하려 할  때 최충헌을 구출하였으며, 이후 최충헌의 측근으로 활동하였다. 고조부 기윤숙은 상장군과 중서,문하성의 양성의 관직을 지내고 문하시랑 평장사에 이르렀으며, 증조부 기홍영은 좌우위보승낭장을 지내고 사후 은청광록대부 상서좌복야에 추증되었다. 기홍영의 아들이자 할아버지 기관의 형제였던 기온(奇蘊)은 고려 고종의 부마였다.
첫째 기식은 일찍 세상을 떠났기 때문에 기철이 사실상의 장남이었다.
- 증조부 : 기홍영(奇洪潁)
- 조부 : 기관(奇琯)
- 아버지 기자오, 영안왕에 추증
- 어머니 영안왕후 익산 이씨, 전서 이행검(李幸儉)의 딸
- 오빠 기식(奇軾)
- 오빠 기철(奇轍)
- 오빠 기원(奇轅)
- 오빠 기주(奇輈)
- 오빠 기륜(奇輪)
- 남편 : 원 순제(元 順帝)
- 아들 : 원 소종(元 昭宗)
- 며느리 : 권황후(權皇后)
- 손녀 사위 : 이수데르(也速迭兒)

## 기황후가 등장한 작품
- 《신돈》(문화방송, 2005년~2006년, 배우:김혜리)
- 《기황후》(문화방송, 2013년~2014년, 배우:하지원, 아역:현승민)

## 같이 보기
| - 공녀 - 원 혜종 - 아유르시리다르 빌레그트 칸 - 고려 공민왕 - 기철 - 홍무제 | - 기홍수 - 기황후 묘 - 원나라 - 북원 - 권황후 |